# 重庆主城区
重庆主城区，全称重庆市主城都市区，是对中华人民共和国重庆市行政区划内的建置较早、位于城市中心、经济较为发达的城区的官方称谓。重庆主城区由渝中区、江北区、南岸区、九龙坡区、沙坪坝区、大渡口区、北碚区、渝北区、巴南区9个中心城区，以及合川区、江津区、永川区、长寿区、涪陵区、南川区、潼南区、铜梁区、大足区、荣昌区、綦江区、璧山区12个主城新区共计21个市辖区构成。

## 主城区
由于重庆在1997年恢复直辖市建制时，实际上是由包括原重庆在内的4个地级行政区组成，形成了地域面积达到省级行政区的新型直辖市，因而以一个城市来衡量重庆行政区域显然是完全不实际和不科学的，遂出现新老重庆之说。
此外，重庆主城区的市区中，渝北区、江北区和北碚区的部分地区被划入两江新区，为内陆地区唯一的国家级开发开放新区。
2020年5月9日，重庆市召开重庆主城都市区工作座谈会，官宣重庆主城区由9区扩容到21区:
中心城区:
- 渝中区：原西南大区行署所在地，重庆直辖市政府所在地，原中共西南局所在地
- 江北区
- 南岸区
- 九龙坡区
- 沙坪坝区
- 大渡口区
- 北碚区：1954年后，西南大区行署撤销，川东行署区所在地北碚市并入重庆，成为北碚区，整个区成为卫星城
- 渝北区：1994年更名为渝北区，其南部新牌坊一带已经完全成为城区，区政府所在地两路街道成为卫星城
- 巴南区：1994年更名为巴南区，其北部七公里街道一部分已经完全融入城区，区政府所在地鱼洞成为卫星城

同城化发展先行区
- 长寿区
- 江津区
- 璧山区
- 南川区

其它主城新区
- 涪陵区
- 合川区
- 永川区
- 綦江区
- 大足区
- 铜梁区
- 潼南区
- 荣昌区

## 由来
自从重庆1933年成立直辖市以来，重庆主城区即当初最初的行政区范围，这一范围一直维持到中华人民共和国成立之后。1949年后，重庆为中央直辖市和西南大区驻地，其辖区为重庆主城区范围加上巴县，而江北县、北碚、綦江、长寿也短暂为重庆直辖市所管辖。1953年，巴县、綦江、江北3县划归四川省江津专区，长寿划归四川省涪陵专区。
1954年底，重庆直辖市撤销，降为地级市并入四川省，行政区划变动不大。1959年，江津专区的巴县、綦江和涪陵专区的长寿划归重庆市管辖。1983年，永川地区撤销，其所辖8县并入重庆市，是全国较早实行市管县的区域之一。
由于重庆1997年重新成为直辖市后，行政区划已经不再是1937至1954年间重庆直辖市的范围，而且与京津沪三个直辖市有较大区别，其地域面积接近、甚至大过部分省区。新划归重庆直辖的万县市的3个市辖区、涪陵市的2个市辖区和黔江地区专员驻地黔江土家族苗族自治县被撤销，合并设立为重庆直辖市的3个市辖区，另外原四川省重庆市和涪陵市代管的四个县级市由于宪法中关于直辖市的行政区划条款而撤市设区，因此重庆市辖区达19个。

## 经济
重庆市主城区经济非常活跃，其中心城区的很多经济指标事实上已经超过了很多沿海城市，重庆市全市2019年生产总值为23605.77亿人民币，而面积仅占全市6.6%，人口28.3%的重庆中心城区的生产总值达到9334.22亿元，人均GDP达到106107元，贡献重庆GDP总量近40%（包括重庆主城9区在内的一小时经济圈，其区域经济结构、人口构成和一般省会、其他三个直辖市和其他地级城市全市城区+郊县经济的结构大致相当。这一区域2019年GDP为18179.77亿元，占全市77%)。

### 经济统计问题
在进行城市数据的统计时，通常人口和政治活动的统计按主城九区为准，截至2019年重庆主城9区共有常住人口884.39万人，仅占重庆直辖市常住人口的约28.3%。一小时经济圈常住人口为2027.29万人，低于上海市、北京市，是全国人口第三位的城市。

## 地理

重庆主城全景，图片左侧为江北区与嘉陵江，中间为渝中区，右侧为长江与南岸区

重庆一小时经济圈面积3.20万平方公里，占不到整个重庆直辖市的1/3。但与其他三个直辖市相比面积依然是最大的。市区平均海拔259.1米，最高处鹅岭，海拔379米；最低处朝天门沙嘴，海拔160米。华蓥山脉横贯重庆主城，并在沙坪坝区、北碚区之间，璧山区、九龙坡区之间，以及南岸区、巴南区之间形成峡谷，在郊区江津、綦江有较大的山脉，其中最高峰为海拔1709.4米的蜈蚣岭，整个一小时经济圈中中，仅渝北区和璧山区西部有部分大面积平地，而长江南岸地势逐渐增高，至綦江与云贵高原连为一片，其他地方主要以山地和丘陵为主。重庆主城温泉较多，较著名的有东（巴南）、西（九龙坡）、南（巴南）、北（北碚）四处温泉和统景温泉风景区。

## 交通
重庆中心城区是重庆市交通网络的中心，亦是西南地区综合交通枢纽，内河港航、航空、铁路、城市轨道交通、索道交通、公共交通电梯、快速公交、内外环高速公路一应俱全。辖区内有客运特等火车站重庆西站和重庆北站，一等站重庆站，二等站沙坪坝站。

### 铁路交通
重庆中心城区内正在新建扩建改建的有四座大型客运火车站，分别为位于渝中区的重庆站、位于渝北区（两江新区）的重庆北站、位于沙坪坝区的重庆西站和沙坪坝站。

### 轨道交通
重庆轨道交通规划主要位于中心城区内，少数线路规划至主城新区。
重庆地铁与跨座式单轨属重庆市轨道交通(集团)有限公司运营管理。重庆轨道交通系统运营里程在中西部遥遥领先，截止2021年1月，重庆市轨道交通已开通环、1、2、3、4、5、6、国博、10号线，总运营里程运营里程370公里，位居中西部第二、全国第八。
目前，重庆市共有8条轨道交通线投入运营，最先投入运营的是于2005年建成、穿越中心城区渝中区和九龙坡区、大渡口区的轨道交通2号线，它是中國西部地區第一條城市軌道交通線，也是中國第一條跨座式單軌。轨道交通1号线和3号线分别于2011年先后投入运营，轨道交通6号线首段于2012年9月开通运营，轨道交通6号线国博支线一期于2013年5月15日开通运营。2016年12月28日，3号线北延伸段（空港线）碧津至举人坝段开通试运营。2017年12月28日，10号线鲤鱼池至王家庄段和5号线园博中心至大石坝段开通试运营。2018年12月28日，环线重庆图书馆经重庆北站南广场至海峡路段和4号线重庆北站北广场至唐家沱段开通试运营。
2018年11月，国家发改委正式批复了重庆轨道交通第三轮建设规划，获批规划项目共3个，全长70.51千米。

### 索道交通
重庆是中国大陆唯一一个有公交索道系统的城市。目前重庆有长江索道在运行中，属重庆市客运索道有限公司管辖。另一条过江索道嘉陵江索道则于2011年3月1日停运，随后被拆除。
1982年1月1日，中国第一条城市跨江客运索道——嘉陵江客运索道建成试通车。这条于1980年12月15日动工的索道，全长740米，车厢最大容量46人，最大牵引速度6.5米/秒，总投资378万元。通车后，江北区和市中区（现渝中区）的人们出行便利了，重庆市旅游业也增加了一个新景点。当时，索道日客流量最大达到25400人次。2011年2月28日晚7点35分，嘉陵江索道江北城站迎走最后一批乘客，嘉陵江索道的通行史正式告一段落。
其中，长江索道是重庆市第二条跨江索道，它于1987年10月建成投入运行。该索道起于渝中区长安寺（新华路）横跨长江至南岸区的上新街（龙门浩），全长1166米，日运客1.05万人次。有万里长江第一条空中走廊之称。索道上可以看见渝中半岛、长江还有江北等地。

### 航空
重庆中心城区有重庆江北国际机场，是重庆四座民用航空机场之一，也是最大的一座。重庆江北国际机场有飞往国内各大城市和国际/地区16个航点的航班，是重庆航空、西部航空、华夏航空的主基地机场和中国南方航空、四川航空、中国国际航空的基地机场，同时也是中西部地区最繁忙的机场之一。重庆江北国际机场拥有T2A、T2B国内航站楼和T3A国内及国际航站楼以及保税物流航站，并配套有江北机场物流保税区、空港国际保税区，是非沿海地区唯一的一个机场配属保税区，也是中西部地区第一个航空物流保税园区。重庆江北国际机场是全国净空飞行密度最高的一个机场之一。
2017年8月29日，重庆江北国际机场T3A及第三跑道正式启用，使机场成为中国中西部地区首个拥有三座航站楼、实现三条跑道同时运行的机场。同时，江北国际机场还有驳接重庆另外两座机场万州五桥机场和黔江武陵山机场的机场班车。

### 桥梁
由于重庆主城区地势多水，长江、嘉陵江贯穿市区而过，因此重庆主城区的巨型桥梁数量与密度远远高于其他城市。
重庆中心城区的第一座大型跨江公路桥是1958年开工、1966年完工的牛角沱嘉陵江大桥。而重庆中心城区的第一座跨长江公路桥是1977年动工、1980年完工的石板坡长江大桥。在随后的30年多中，重庆中心城区的跨长江桥梁数量已经有五十多座长江大桥和嘉陵江大桥。
重庆中心城区大型跨江桥梁
注：自下游到上游、复线桥与轨道交通专用桥分开计算，公轨两用桥只算一座。
长江上的大桥：（截至2021年2月底共17座）
- 鱼嘴两江大桥（绕城高速）
- 寸滩长江大桥
- 大佛寺长江大桥（内环快速路）
- 朝天门长江大桥（世界第二拱桥）（公轨两用桥）
- 东水门长江大桥（公轨两用桥）
- 石板坡长江大桥（重庆中心城区首座跨长江公路桥）
- 石板坡长江大桥复线桥
- 菜园坝长江大桥（世界首座公轨两用桥）
- 鹅公岩长江大桥
- 鹅公岩轨道专用长江大桥（轨道桥）
- 李家沱长江大桥
- 马桑溪长江大桥（内环快速路）
- 鱼洞长江大桥（世界首座同桥面公轨两用桥）
- 新白沙沱长江大桥（铁路桥）（世界首座双层六线铁路斜拉桥）
- 地维长江大桥
- 外环江津长江大桥
- 鼎山长江大桥（公轨两用斜拉桥）

嘉陵江上的大桥：（截至2021年2月底共27座）
- 千厮门嘉陵江大桥（公轨两用桥）
- 黄花园嘉陵江大桥
- 曾家岩嘉陵江大桥
- 重庆嘉陵江大桥（重庆主城区首座大型跨江公路桥）
- 渝澳嘉陵江大桥
- 渝澳嘉陵江大桥轨道专用桥（轨道桥）
- 华村嘉陵江大桥
- 石门嘉陵江大桥
- 高家花园轨道大桥（轨道桥）
- 高家花园嘉陵江大桥（内环快速路）
- 双碑嘉陵江大桥
- 渝怀铁路井口嘉陵江大桥（铁路桥）
- 兰渝铁路新井口嘉陵江大桥（铁路桥）（四线铁路桥）
- 马鞍石嘉陵江大桥（兰海高速）
- 蔡家嘉陵江大桥轨道交通专用桥（轨道桥）
- 嘉悦嘉陵江大桥（国内最大跨度矮塔斜拉梁桥）
- 水土嘉陵江大桥（绕城高速）
- 遂渝铁路嘉陵江大桥（铁路桥）
- 遂渝铁路嘉陵江大桥复线桥（铁路桥）
- 襄渝铁路嘉陵江大桥（铁路桥）
- 兰渝铁路嘉陵江大桥（铁路桥）
- 新朝阳嘉陵江大桥
- 碚东嘉陵江大桥
- 北碚嘉陵江大桥（兰海高速）
- 遂渝铁路草街嘉陵江大桥（铁路桥）
- 遂渝铁路草街嘉陵江大桥复线桥（铁路桥）
- 草街电站大桥